# Friedrich Warzok
Werner Friedrich Ernst Warzok (* 21. September 1903 in Rogowa; † unbekannt) war ein deutscher Lagerleiter und SS-Führer. Warzok war Kommandant der Zwangsarbeitslager Lemberg-Janowska.

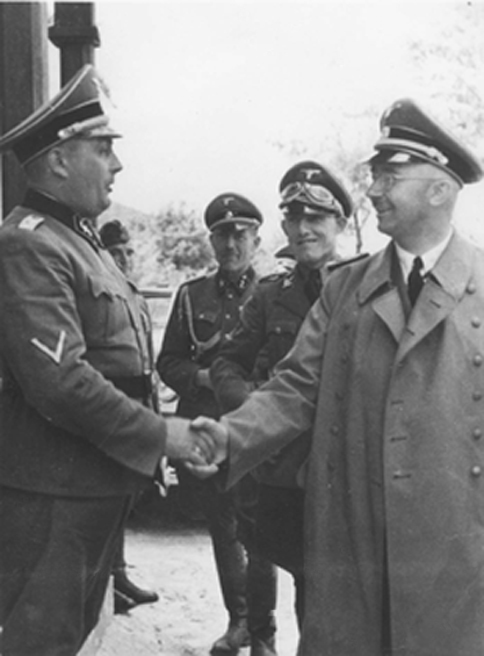
Von links nach rechts: Friedrich Warzok, Fritz Katzmann und Heinrich Himmler im Zwangsarbeitslager Lemberg-Janowska

## Leben
Warzok war von Beruf Maurer bzw. Putzer. 1929 wohnte er in Berlin, Prinzessinnenstraße 14 und heiratete die Arbeiterin Antonie Barucha. 1935 wohnte Warzok in Berlin, Hussitenstraße 68. Er wurde 1931 Mitglied der NSDAP (Mitgliedsnummer 573.961) und der SS (SS-Nr. 23.262), in der er 1942 den Rang eines Hauptsturmführers erreichte.
Nach dem Überfall auf Polen war er ab März 1940 Führer des Volksdeutschen Selbstschutz im Kreis Warschau. Im Oktober 1941 wechselte er in den Stab des SS- und Polizeiführers im Distrikt Galizien. Danach war er als Leiter mehrerer Zwangsarbeiterlager im Raum Zloczow eingesetzt.
Er war als Nachfolger von Gustav Willhaus ab Juli 1943 Lagerleiter des Zwangsarbeitslagers Lemberg-Janowska. Ab März 1945 war er im KZ Neuengamme eingesetzt.
Warzok floh nach dem Ende des Dritten Reichs mithilfe römisch-katholischer Geistlicher über die Rattenlinie zunächst nach Kairo.
Simon Wiesenthal nannte Warzok in seiner Kriegsverbrecherliste, die er 1945 an die US-Armee übergab.
Das Simon Wiesenthal Center zählt ihn zu den zehn meistgesuchten Nationalsozialisten im Fokus der United Nations War Crimes Commission.
Auszeichnungen
- Ehrenwinkel der Alten Kämpfer
- SS-Ehrenring
- SA-Sportabzeichen in Silber.

## Trivia
In Philip Kerrs Roman Das Janus-Projekt  kommt Warzok als Randfigur bei seiner Flucht auf der Rattenlinie vor.  

## Belege
1. 1 2  Ancestry.com - Berlin, Germany, Marriages, 1874-1936. In: ancestry.com. Abgerufen am 9. Januar 2024.
2. 1 2 3 4  Ernst Klee: Das Personenlexikon zum Dritten Reich. 2. Auflage. Frankfurt am Main 2007, ISBN 978-3-596-16048-8, S. 656.
3. 1 2  Ancestry.com - Germany and Surrounding Areas, Address Books, 1815-1974. In: ancestry.com. Abgerufen am 9. Januar 2024.
4. 1 2  Numery członków SS od 23 000 do 23 999. In: dws-xip.com. Abgerufen am 9. Januar 2024 (polnisch).
5. ↑  Chris Webb, Carmelo Lisciotto: Janowska. In: deathcamps.org. Abgerufen am 9. Januar 2024.
6. ↑  Collections Search - United States Holocaust Memorial Museum. In: collections.ushmm.org. Abgerufen am 9. Januar 2024.
7. ↑  Tot oder lebendig: Nazi-Jäger bitten Ägypten um Mithilfe - 20 Minuten. In: 20min.ch. 20. Februar 2009, abgerufen am 9. Januar 2024.
8. ↑  Names of 10 Most Wanted Nazis Released by Wiesenthal Center - Los Angeles Times. In: latimes.com. 14. Oktober 1987, abgerufen am 9. Januar 2024 (englisch).
9. ↑  Philip Kerr: Das Janus-Projekt. Rowohlt, Reinbek 2009, ISBN 978-3-499-24607-4 (englisch: The One from the Other. Übersetzt von Cornelia Holfelde-von der Tann).

| Personendaten    | Personendaten                            |
| ---------------- | ---------------------------------------- |
| NAME             | Warzok, Friedrich                        |
| ALTERNATIVNAMEN  | Warzok, Werner Friedrich Ernst           |
| KURZBESCHREIBUNG | deutscher SS-Führer und Kriegsverbrecher |
| GEBURTSDATUM     | 21. September 1903                       |
| GEBURTSORT       | Rogowa                                   |
| STERBEDATUM      | 20. Jahrhundert oder 21. Jahrhundert     |